# Le Gallet

Le Gallet este o comună în departamentul Oise, Franța. În 1 ianuarie 2022 avea o populație de 158 de locuitori.